# Thelypteris euchlora
Thelypteris euchlora är en kärrbräkenväxtart som först beskrevs av Sod., och fick sitt nu gällande namn av C. Reed. Thelypteris euchlora ingår i släktet Thelypteris och familjen Thelypteridaceae. Inga underarter finns listade.